# ピニトール
ピニトール（英: pinitol）はイノシトールの一種で、マメ科の植物に存在する天然の物質である。1987年インドで、ブーゲンビリアの葉から分離同定された。ピニトールはグルコーストランスポーターの亢進作用を示し、糖尿病予防に効果が期待できる成分とされる。
ピニトールは、イノシトールの光学異性体であるカイロ-イノシトールの3番炭素にメチル基がついたエーテル化合物である。ピニトールを含有する植物は乾燥気候帯区分を原産とする植物に多く、大豆、ルイボス、イナゴマメ（キャロブ）、アイスプラントなどから検出される。
ピニトールを脱メチル化して生成されるカイロ-イノシトールは、不妊の原因の一つとされる多嚢胞性卵巣症候群の改善に効果が有るとされ、アメリカなどで研究が進んでいる。